# Nançois-le-Grand
Nançois-le-Grand é uma comuna francesa na região administrativa de Grande Leste, no departamento de Meuse. Estende-se por uma área de 9,25 km². Em 2010 a comuna tinha 77 habitantes (densidade: 8,3 hab./km²).